# Laima

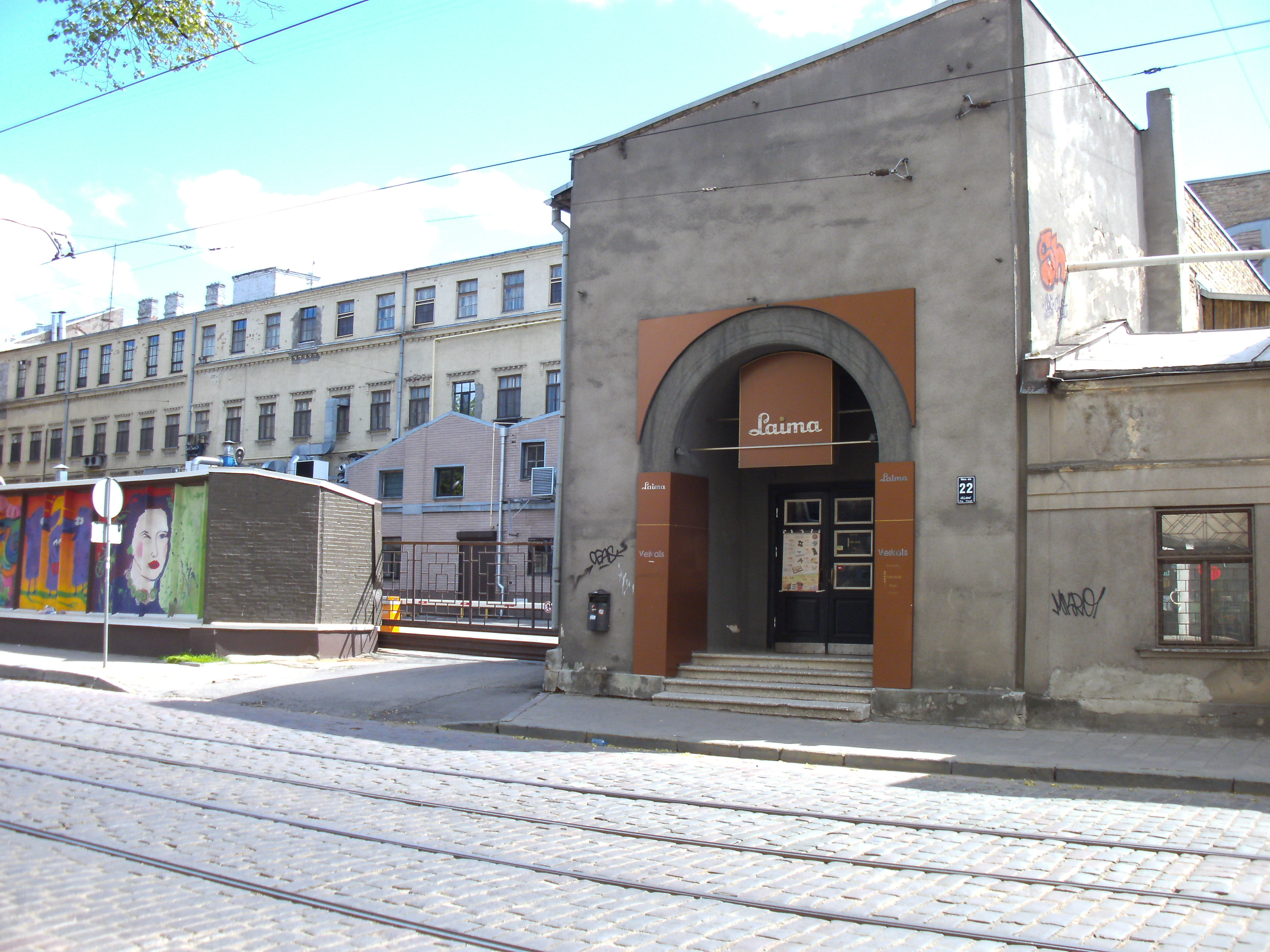
Будівля фабрики

«Лайма» — латвійське підприємство з виробництва шоколадних виробів. Рік заснування — 1870. З 2015 року власником підприємства Laima стала норвезька компанія Orkla.
Один з найдавніших видів продукції — шоколадні цукерки «Серенада».

## Історія
Вважається, що одним з історичних прототипів сучасної «Лайми» є фабрика ліфляндського підприємця Теодора Рігерта, який відкрив своє виробництво в Ризі в 1870 році. Саме тому на упаковках з продукцією «Лайма» вказується цей рік. Підприємство Рігерта було першим підприємством такого типу в Ризі; незабаром воно стало популярним в усіх прибалтійських губерніях Російської імперії, а його продукція поставлялася до багатьох великих російських міст.

### Період міжвоєнної Латвії
У 1925 році фабрику придбали брати Еліяху і Леонід Фромченко і вона отримує назву «Лайма», на честь Лайми — древньобалтійскої богині щастя і процвітання. У 1933 році брати продають свою частку в компанії і їдуть з групою фахівців і робітників у підмандатну Палестину, в Рамат-Ган, де засновують шоколадну фабрику «Еліт» .
До 1938 року продукція фабрики «Лайма» експортувалася в усі європейські держави, а виробництво було налагоджено згідно передових стандартів з використанням новітнього обладнання. Тоді ж був побудований новий корпус по вулиці Мієр, 22. До кінця 1930-х, коли в Латвії робилася ставка на розвиток сільськогосподарського комплексу та на вдосконалення харчової промисловості, «Лайма» приносила від 4 до 5 мільйонів латів прибутку на рік, а на підприємстві було задіяно більше 1000 людей.
Згідно зі статистичними даними, загальна питома вага продукції фабрики «Лайма» на латвійському ринку кондитерської продукції досягала 39 %, а серед продукції, що експортується з Латвії — 77 %. Першими імпортерами виробів цього підприємства були Велика Британія, Франція та Швеція. Також був налагоджений експорт продукції «Лайми» в Канаду, Норвегію та Німеччину. Підприємство також поставляло продукцію в Південну Африку, Індію та на Бермудські острови. Загальний обсяг експорту продукції «Лайми», за даними статистичного узагальнення кінця 1939 року, склав понад 500 тон на рік.

### Радянська Латвія
Після війни фабрика «Лайма» відновила свою роботу в Радянській Латвії і розпочала випуск нових сортів шоколадної та кондитерської продукції. Однією карамелі випускалося по 40-45 тонн в день, що було природним в умовах підвищеного попиту, яким користувалися вироби шоколадної фабрики, особливо серед жителів інших республік СРСР . Вже до 1960-х років продукція фабрики «Лайма» стала асоціюватися з одним із ключових харчових сувенірів, який жителі інших радянських республік привозили з подорожі по Латвії поряд зі шпротами і ризьким чорним бальзамом. Всього існувало 60 сортів продукції на фабриці «Лайма», при цьому виробники регулярно придумували нові оригінальні вироби, завойовували призи, премії і медалі на різних міжнародних виставках. На початку 1960-х фабрика дещо змістила акценти і почала спеціалізуватися на виробництві ірису, цукерок, шоколаду та шоколадних виробів. Завдяки тому, що в цей період обладнання в виробничих цехах було замінено на більш потужне, зростання обсягів продукції збільшилося в 5,6 рази. Процес виробництва відбувався в тих же приміщеннях — він склав 13,9 тисячі тон на рік.
Сорти та різновиди виробів
До 1987 року існувало 96 різновидів виробів, виготовлених на фабриці, а 36 з них були розроблені і запущені в масове виробництво самими майстрами «Лайми». Особливою популярністю у любителів шоколаду користувалися такі зразки продукції, як набори цукерок «Лайма», «Весма», «Дайлен», а також шоколад «Рігонда» і шоколадні набори «Ave sol», «Рига», «Сувенір», "Вогонь і ніч "(останній шоколадний набір названо за однойменною п'єсою латиського письменника Райніса). Також надзвичайно популярними є такі сорти цукерок, як «Білочка», «Серенада», «Червоний мак» і «Трюфель».
Історія цукерок «Серенада»
Шоколадні цукерки «Серенада» — один з найстаріших видів продукції «Лайми» — випускаються на підприємстві з 1937 року. Існує легенда про те, що в ті роки кондитером на фабриці працював молодий хлопець, який присвятив розроблений ним рецепт коханій дівчині. На перших упаковках цукерок «Серенада» було зображено сонячне південне небо, розлогі пальми і строкаті райські птахи. Згодом упаковка поміняла свій оригінальний історичний дизайн і стала ніжно-блакитного кольору. Сучасний дизайн упаковки є вже дев'ятим або десятим за рахунком.

## Сучасний період
У 1993 році підприємство «Лайма» було денаціоналізоване . Сьогодні «Лайма» є одним з небагатьох підприємств харчової промисловості у Східній Європі, де виробляють цукеркові і шоколадні вироби безпосередньо на місці, а на територію цехів поставляють субпродукти з різних регіонів світу. Наприклад, какао-боби, основа будь-якого виробу з шоколаду, поставляються в Латвію з Гани (в радянський період вони поставлялися з Кот-д'Івуару). Дещо змінився склад окремих сортів продукції.
Підприємство придбала [коли?] норвезька компанія Orkla, зараз воно називається «Orkla Confectionery & Snacks Latvija». Протягом 2015—1016 рр. в підприємство було проінвестовано понад 10 мільйонів євро.
Оскільки нинішні приміщення заводу на вул. Мієр структурно і технологічно застаріли, на початку 2017 року Orkla планувала здійснити багатомільйонні інвестиції в будівництво нового сучасного і багатофункціонального заводу в Латвії; розглядалися варіанти: побудувати новий комплекс на території заводу «Staburadze» (вул. Артілеріяс, Рига), або побудувати абсолютно новий завод поблизу Риги.
Продукція «Лайми» експортується до багатьох країн.

## Нагороди і премії
У довоєнний період підприємство «Лайма» брало участь в декількох міжнародних ремісничо-промислових виставках світового значення, які пройшли в Парижі і Лондоні; тоді фабрика отримала Гран-прі. Одного з найвищих призів на виставці в Парижі удостоїлася і новинка фабричного шоколадного виробництва, та сама «Серенада», що стала легендарною буквально відразу після створення.
У 1966 році «Лайма», один з лідерів харчової промисловості Радянської Латвії, була нагороджена Трудовим орденом Червоного Прапора . Велика кількість продукції «Лайми» в радянський період, крім Латвії і РРФСР, експортувалася в НДР і Болгарію, де латвійські вироби з шоколаду користувалися особливим попитом. На міжнародних вставках в Нью-Йорку, Лейпцигу, Відні, Брюсселі і на території Чехословаччини удостоювалася золотих і срібних нагород.

## Підприємства-партнери
- NP Foods
- NP Logistics
- Gutta
- Staburadzes konditoreja
- Margiris